# 1937 no Brasil
Esta é uma cronologia dos fatos acontecimentos de ano 1937 no Brasil.

## Incumbentes
- Presidente do Brasil - Getúlio Vargas (3 de novembro de 1930 - 29 de outubro de 1945)

## Eventos
- 13 de janeiro: Criação do Museu Nacional de Belas Artes no Rio de Janeiro.
- 7 de maio: Um dos chefes da revolução comunista, Luís Carlos Prestes, é condenado a 16 anos e 8 meses de prisão.[1]
- 10 de junho: É criada a União Democrática Brasileira, frente de apoio à candidatura de Armando Sales de Oliveira para presidente da República nas eleições de 1938.[2]
- 14 de junho: Presidente Getúlio Vargas assina o decreto, que cria o Parque Nacional de Itatiaia, o primeiro parque nacional do Brasil.[3][4]
- 13 de agosto: É fundada a União Nacional dos Estudantes no Rio de Janeiro.
- 10 de novembro: A quarta Constituição brasileira é outorgada pelo presidente Getúlio Vargas, iniciando o Estado Novo.[5]
- 2 de dezembro: Presidente Getúlio Vargas assina o decreto-lei, que extingue todos os partidos políticos no país.[6]
- Presidente Getúlio Vargas institui, através do Conselho Federal do Servidor Público Civil, o dia 28 de outubro como Dia do Funcionário Público.[7]

## Nascimentos
- 16 de janeiro: Luiz Pereira Bueno, automobilista (m. 2011).
- 15 de maio: Oscarino Farias, ventríloquo.
- 31 de outubro: Claudette Soares, cantora.

## Mortes
- 19 de janeiro: Antônio Mariano de Oliveira, poeta (n. 1857).
- 4 de maio: Noel Rosa, cantor, compositor e sambista (n. 1910).

## Bibiliografia
- Helton Perillo Ferreira Leite. Planalto do Itatiaia. Publit, 2007. ISBN 857773076X. ISBN 978-85-7773-076-6.